# 弗拉特托普 (比伯縣)
弗拉特托普（英語：Flat Top）是一個位於美國阿拉巴馬州比伯縣的非建制地區。該地的面積和人口皆未知。

## 地理
弗拉特托普的座標為33°07′25″N 87°05′57″W / 33.123610°N 87.099160°W，而該地最高點為海拔高度159米（即522英尺）。